# Колесник, Владимир Трофимович
Владимир Трофимович Колесник (родился 30 мая 1924 года в селе Каменка Задонского района Липецкой области — умер 11 августа 2012) — полный кавалер ордена Славы, командир отделения связи 426-го стрелкового полка 88-й стрелковой дивизии 31-й армии 3-го Белорусского фронта, старший сержант.
Родился в семье учителя. Русский. Член ВКП(б)/КПСС с 1945 года. Окончил 10 классов.
В Красной Армии с июня 1942 года. Учился во 2-м Московском пулемётном училище. В боях Великой Отечественной войны с апреля 1943 года.

## Первое награждение
25 июня 1944 года северо-западнее населённого пункта Дубровно Витебской области Белоруссии под огнём восстановил линию связи, был ранен, но поля боя не покинул.
За мужество и отвагу, проявленные в боях, 23 июля 1944 года старший сержант Колесник Владимир Трофимович награждён орденом Славы 3-й степени (№ 49360).

## Второе награждение
2 февраля 1945 года старший сержант Колесник В. Т. в районе столицы Восточной Пруссии города Кенигсберга (ныне — Калининград — административный центр Калининградской области) при устранении повреждений на линиях связи был контужен, но до конца боя оставался в строю.
3 февраля 1945 года, участвуя в отражении контратаки противника, мужественный связист поразил около десятка гитлеровцев.
За мужество и отвагу, проявленные в боях, 2 апреля 1945 года старший сержант Колесник Владимир Трофимович награждён орденом Славы 2-й степени (№ 47440).

## Третье награждение
В первых числах февраля 1945 года в боях за город Ландсберг (ныне Гурово-Илавецке, Польша) старший сержант Владимир Колесник обеспечивал бесперебойную связь с подразделениями. Был ранен, но продолжал командовать отделением. Отражая контратаки, связисты отделения старшего сержанта Колесника истребили около двух десятков гитлеровцев.
Указом Президиума Верховного Совета СССР от 15 мая 1946 года за образцовое выполнение заданий командования в боях с немецко-фашистскими захватчиками старший сержант Колесник Владимир Трофимович награждён орденом Славы 1-й степени (№ 863), став полным кавалером ордена Славы.

## После войны
После войны отважный воин-связист продолжал службу в пограничных войсках КГБ СССР. В 1951 году он окончил институт физической культуры. С 1978 года полковник Колесник В. Т. — в запасе, а затем в отставке. Живёт в столице Латвии — городе Риге.
На юбилейные торжества, посвящённые 60-летию Великой Победы, заслуженный ветеран приезжал в город-герой Москву.
Награждён орденами Отечественной войны 1-й степени, «За службу Родине в Вооруженных Силах СССР» 3-й степени, Славы 1-й, 2-й и 3-й степени, медалями.